# Tjärstads socken
Tjärstads socken i Östergötland ingick i  Kinda härad, ingår sedan 1974 i Kinda kommun och motsvarar från 2016 Tjärstads distrikt.
Socknens areal är 139,57 kvadratkilometer varav 117,21 land. År 2000 fanns här 2 804 invånare. Slottet Skedevid, tätorten Rimforsa samt sockenkyrkan Tjärstads kyrka ligger i socknen.

## Administrativ historik
Tjärstads socken har medeltida ursprung. 
Vid kommunreformen 1862 övergick socknens ansvar för de kyrkliga frågorna till Tjärstads församling och för de borgerliga frågorna till Tjärstads landskommun. Landskommunen uppgick 1952 i Norra Kinda landskommun som 1974 uppgick i Kinda kommun. Församlingen uppgick 2010 i Rimforsa församling.
1 januari 2016 inrättades distriktet Tjärstad, med samma omfattning som församlingen hade 1999/2000.  
Socknen har tillhört samma fögderier och domsagor som Kinda härad.  De indelta soldaterna tillhörde   Första livgrenadjärregementet, Kinds kompani och Andra livgrenadjärregementet, Vifolka kompani.

## Geografi
Tjärstads socken ligger vid sjöarna Åsunden, Ämmern och Järnlunden. Socknen är en skogs- och bergsbygd med odlingsbygd i dalgångarna utmed vattendag och vid sjöarna.

## Fornlämningar
Kända från socknen är några gravrösen från bronsåldern samt fem gravfält och två fornborgar från järnåldern.

## Namnet
Namnet (1343 Thärastathum) kommer från en gård. Förledet kan innehålla tjära. Efterledet är sta(d), 'ställe'.

## Kända personer med koppling till socknen
I Tjärstads prästgård bodde och skrev författaren Torgny Lindgren under de sista tjugo åren av sitt liv.
Musikforskaren och radiofolkbildaren Mattias Lundberg är född i socknen.

## Tjärstads hembygdsförening
I socknen finns Tjärstads Hembygdsförening som sedan 1981 verkar med fokus på att bevara och sprida kunskap om bygdens kulturarv och natur. Föreningen arrangerar guidade turer, traditionella firanden och föreläsningar, och har även gett ut böcker om ortens historia.

### Fotnoter
1. 1 2  Svensk Uppslagsbok andra upplagan 1947–1955: Tjärstad socken
2. 1 2  Harlén, Hans; Harlén Eivy (2003). Sverige från A till Ö: geografisk-historisk uppslagsbok. Stockholm: Kommentus. Libris 9337075. ISBN 91-7345-139-8
3. ↑  ”Församlingar”. Statistiska centralbyrån. https://www.scb.se/hitta-statistik/regional-statistik-och-kartor/regionala-indelningar/forsamlingar/. Läst 30 december 2022.
4. ↑  Administrativ historik för Tjärstad socken (Klicka på församlingsposten). Källa: Nationella arkivdatabasen, Riksarkivet.
5. 1 2  Sjögren, Otto (1931). Sverige geografisk beskrivning del 2 Östergötlands, Jönköpings, Kronobergs, Kalmar och Gotlands län. Stockholm: Wahlström & Widstrand. Libris 9939
6. 1 2  Nationalencyklopedin
7. ↑  Fornlämningar, Statens historiska museum: Tjärstads socken
8. ↑  Fornminnesregistret, Riksantikvarieämbetet: Tjärstads socken Fornminnen i socknen erhålls på kartan genom att skriva in sockennamn (utan "socken") i "Ange geografiskt område"
9. ↑  Mats Wahlberg, red (2003). Svenskt ortnamnslexikon. Uppsala: Institutet för språk och folkminnen. Libris 8998039. ISBN 91-7229-020-X. https://isof.diva-portal.org/smash/get/diva2:1175717/FULLTEXT02.pdf